# Andrė Lukošiūtė
Andrė Lukošiūtė (* 23. Juni 2001) ist eine litauische Tennisspielerin.

## Karriere
Lukošiūtė spielt vorrangig Turniere der ITF Women’s World Tennis Tour, wo sie bislang einen Titel im Einzel und acht im Doppel gewinnen konnte.
Im Jahr 2022 spielte Lukošiūtė erstmals für die litauische Billie-Jean-King-Cup-Mannschaft; ihre Billie-Jean-King-Cup-Bilanz weist bislang 4 Siege bei 2 Niederlagen aus.

## Turniersiege

### Einzel
| Nr. | Datum            | Turnier   | Kategorie | Belag             | Finalgegnerin    | Ergebnis |
| --- | ---------------- | --------- | --------- | ----------------- | ---------------- | -------- |
| 1.  | 5. November 2023 | Näsbypark | ITF W15   | Hartplatz (Halle) | Darija Lopatezka | 6:1, 6:4 |

### Doppel
| Nr. | Datum              | Turnier             | Kategorie | Belag             | Partnerin                 | Finalgegnerinnen                   | Ergebnis          |
| --- | ------------------ | ------------------- | --------- | ----------------- | ------------------------- | ---------------------------------- | ----------------- |
| 1.  | 12. Februar 2022   | Birmingham          | ITF W25   | Hartplatz (Halle) | Eliz Maloney              | Quinn Gleason Catherine Harrison   | 7:64, 3:6, [10:8] |
| 2.  | 26. März 2022      | Monastir            | ITF W15   | Hartplatz         | Eliz Maloney              | Lu Jingjing Wang Meiling           | kampflos          |
| 3.  | 16. September 2023 | Monastir            | ITF W15   | Hartplatz         | Nell Miller               | Darja Šuvirđonkova Amelia Waligora | 6:3, 6:2          |
| 4.  | 27. Oktober 2023   | Villena             | ITF W15   | Hartplatz         | Patricija Paukštytė       | Laura Böhner Joëlle Steur          | 6:4, 2:6, [10:7]  |
| 5.  | 2. März 2024       | Scharm asch-Schaich | ITF W15   | Hartplatz         | Karola Patricia Bejenaru  | Mana Ayukawa Briana Szabó          | 6:4, 6:3          |
| 6.  | 9. März 2024       | Scharm asch-Schaich | ITF W15   | Hartplatz         | Jeong Bo-young            | Daria Kuczer Liisa Varul           | 6:2, 6:0          |
| 7.  | 9. November 2024   | Monastir            | ITF W15   | Hartplatz         | Madelief Hageman          | Ela Milić Anna Turati              | 4:6, 6:0, [10:5]  |
| 8.  | 8. März 2025       | Monastir            | ITF W15   | Hartplatz         | Luisa Meyer auf der Heide | Eryn Cayetano Salma Ewing          | 7:5, 6:2          |